# غبيديون

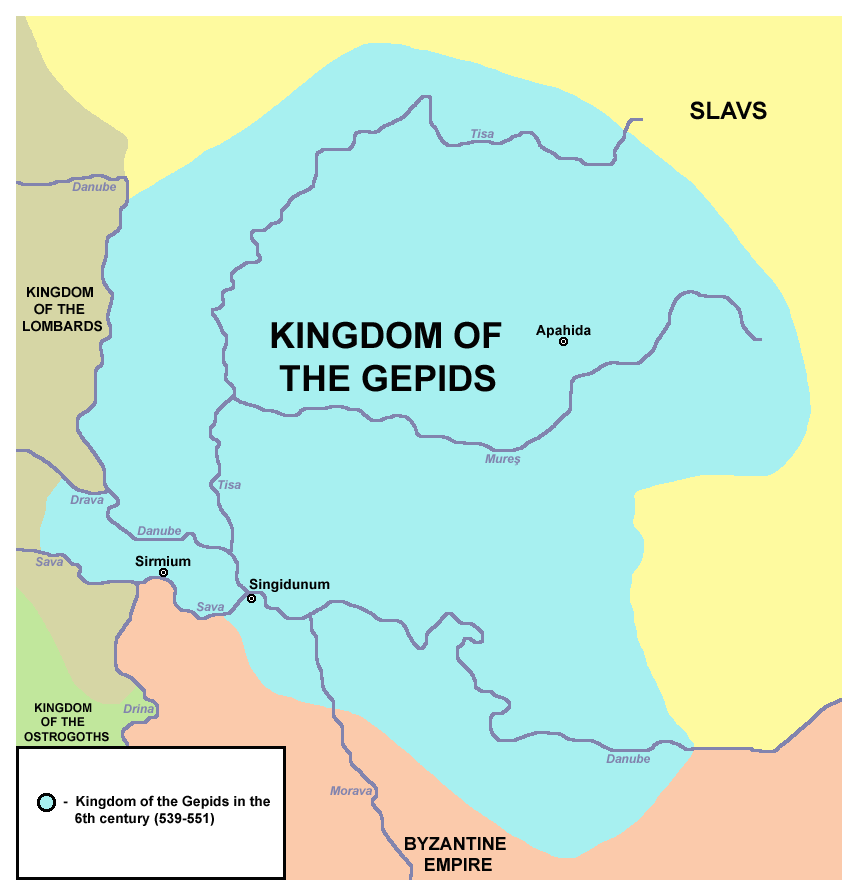

غبيديون كانت قبيلة جرمانية شرقية ارتبطت ارتباطًا وثيقًا بالقوط. سجل وجود الغبيديين في المنطقة على طول سواحل بحر البلطيق الجنوبية في القرن الأول الميلادي، بعد أن هاجروا إليها من جنوب السويد قبل بضع سنوات. بعد ذلك، هاجر الغبيديون جنوبًا خلال القرن الثاني وورد ذكرهم في جبال ترانسيلفانيا الشمالية بحلول نهاية القرن الثالث. في القرن الرابع اندمجوا في دولة اللومبادريين في إيطاليا.

## التاريخ

### الأسطورة
كل المعلومات عن أصول الغيبيديين جاءت من «أساطير قوطية ملتفة ومبغضة»، سُجلت في كتاب «جيتيكا» لجوردانس بعد عام 550. وفقًا لرواية جوردانس، كانت الجزيرة الشمالية «سكندزا» التي يربطها المفكرون المعاصرون بالسويد، هي الوطن الأصلي لأسلاف القوط والغيبيديين. غادروا سكندزا معًا في ثلاثة قوارب تحت قيادة بيريغ، الملك القوطي الأسطوري. ذكر جوردانس أن أسلاف الغيبيديين سافروا في آخر السفن الثلاث، ولهذا سخر منهم رفاقهم بوصفهم «غيبنتا»، أو «البطيئون والثقيلون». ثم استقر القوط والغيبيديون على طول الساحل الجنوبي لبحر البلطيق في جزيرة عند مصب نهر فيستولا، وأطلق عليها جوردانس اسم «غيبيدويوس» أو «مروج الغيبيديين الخصبة». يناقش المؤرخون المعاصرون ما إذا كان الجزء من عمل جوردانس الذي وصف الهجرة من سكندزا قد كُتب جزئيًا على الأقل بناءً على التاريخ الشفهي القوطي أم أنه كان «اختلاقًا غير تاريخي». يتضمن نص جوردانس في «جيتيكا» ما يلي:
إذا كنت ستسأل كيف أن القوط والغيبيديين أقارب، فيمكنني أن أخبرك ببضع كلمات. من المؤكد أنك تتذكر أنه في البداية قلت إن القوط انطلقوا من حضن جزيرة سكندزا مع ملكهم بيريغ، مبحرين في ثلاث سفن فقط نحو الشاطئ القريب من المحيط، وهو ما يسمى بغوثيسكاندزا. واحدة من هذه السفن الثلاث كانت أبطأ من البقية، كما هو الحال عادةً، ويُقال إنها هي التي أعطت القبيلة اسمها، لأن كلمة «جيبنتا» تعني بطيء في لغتهم. من ثم أصبح الاسم غيبيديين يُطلق عليهم تدريجيًا وبنوع من التحريف كنوع من التحقير. من المؤكد أنهم ينحدرون من نفس أصل القوط، ولكن لأن «جيبنتا» تعني شيئًا بطيئًا وثقيلًا، ظهر اسم «غيبيديين» كاسم تحقيري أطلق عليهم.
وفقًا لجوردانس، قرر الغيبيديون مغادرة «غيبيدويوس» خلال فترة حكم ملك يدعى فاستيدا. يرى أن الغيبيديين انتقلوا إلى الجنوب بعد فترة طويلة من انتقال القوط، وهزموا البرغنديين وأعراقًا أخرى، مما أثار غضب القوط في هذه العملية. طالب فاستيدا بالحصول على أراضٍ من أوستروجوثا، ملك القوط الغربيين، لأن أراضي الغيبيديين كانت «محصورة بين جبال وعرة وغابات كثيفة». رفض أوستروجوثا مطالب فاستيدا، وانضم الغيبيديون إلى المعركة مع القوط «في بلدة غالتيس، بالقرب من النهر الذي يتدفق فيه أوها». قاتلوا حتى حلول الظلام، حيث انسحب فاستيدا والغيبيديون من ساحة المعركة وعادوا إلى أراضيهم. سواء كانوا لا يزالون يعيشون حول نهر فيستولا أو أنهم قد غزوا غاليسيا بالفعل، فهذا موضوع نقاش بين المؤرخين.

### قبل وصول الهون
وفقًا للمؤرخ مالكولم تود، كان الغبيديون «الأكثر غموضًا من بين جميع الشعوب الجرمانية الرئيسية في فترة الهجرة». لم يذكرهم لا تاسيتوس ولا بطليموس في قوائمهم التفصيلية «للبرابرة» في القرنين الأول والثاني الميلاديين. لم يظهروا إلا في أواخر القرن الثالث الميلادي، وبحلول هذا الوقت كانوا يعيشون بالفعل في المنطقة أو بالقرب منها حيث بقوا لبقية تاريخهم المعروف.
وفقًا لتفسير شائع لكتاب «هستوريا أوغوستا» للإمبراطور كلاوديوس جوثيكوس، كان الغبيديون من بين الشعوب «السكيثية» التي غزاها الإمبراطور عندما حصل على لقبه «غوثيكوس»: بيوسي، تروتونجي، أوستروجوتي، ويرتينجي، سيجي، بيديس، كلتي، وأيضًا إيرولي. يذكر نفس المصدر أن الإمبراطور بروبس، الذي حكم بين عامي 276 و282، استوطن أسرى الحرب من الغبيديين والفاندال والغريثونجيين في الإمبراطورية الرومانية في منطقة البلقان.
في المديح الحادي عشر للإمبراطور مكسيميان الذي ألقي في ترير عام 291، وهو أيضًا المرة الأولى التي ذكر فيها التيرفينجي والتايفالي، وصفت معركة خارج الإمبراطورية حيث كان الغبيديون في جانب الفاندال، وتعرضوا لهجوم من التايفالي و«لجزء» من القوط. أما الجزء الآخر من القوط فقد هزم البرغنديين الذين كانوا مدعومين من التيرفينجي والأليمان. كانوا «بعيدين بما يكفي عن حدود الإمبراطورية لدرجة أنهم لم يظهروا في قائمة فيرونا أو في تواريخ أميانوس أو أروسيوس».
يستخدم المؤرخون المعاصرون الذين يكتبون عن التاريخ المبكر للغبيديين أحيانًا «حجة مختلطة»، إذ يجمعون بين رواية جوردانس ونتائج الأبحاث الأثرية. يقول المؤرخ إشتفان بونا إن المعركة المذكورة في المديح تعود إلى حوالي عام 290 في المقاطعة السابقة داسيا، معادلًا إياها بالمعركة التي ذكرها جوردانس، والتي شارك فيها فاستيدا. يرى عالم الآثار كوردت هوريدت أيضًا أن المعركة متعلقة بفاستيدا وأنها وقعت شرق جبال الكاربات بعد عام 248 وقبل انسحاب الرومان من مقاطعة داسيا في أوائل سبعينيات القرن الثالث. أما والتر بول فيقول فقط إن المعركة لا بد أنها حدثت بين عامي 248 و291، وقد تكون داخل أو خارج منحنى الكاربات، إلا أنه يرى بوضوح أنها يجب أن تكون في منطقة المقاطعة الرومانية السابقة داسيا في ترانسيلفانيا.
تاريخ الغبيديين في القرن الرابع غير معروف، لأن أي مصدر مكتوب لم يذكرهم خلال هذه الفترة. يشير صمت المصادر الرومانية إلى أن وطنهم لم يكن يحد الإمبراطورية الرومانية. بناءً على إشارة جوردانس إلى «الجبال الوعرة» في أرض الغبيديين، يحدد المؤرخون موقعها بالقرب من جبال الكاربات، على طول المجاري العليا إما لنهر تيسا أو نهر دنيستر في أواخر القرن الثالث. لا يمكن تحديد التاريخ الدقيق لاستيطان الغبيديين في حوض الكاربات بشكل دقيق. يقول عالم الآثار إشتفان بونا إنهم كانوا موجودين في المنطقة الشمالية الشرقية بالفعل في الستينيات من القرن الثالث. وفقًا لكوريولان إتش. أوبريانو، يبدو أنهم وصلوا حوالي عام 300. بينما يرى علماء الآثار إستر إستفانوفيتش وفاليريا كولتشير أنه لا توجد أدلة أثرية تثبت وجود الغبيديين قبل حوالي عام 350.